# Balilla Lombardi
Balilla Lombardi (Roma, 1º aprile 1916 – Roma, 3 marzo 1987) è stato un calciatore italiano, di ruolo centrocampista.

## Carriera
Ha esordito in Serie A con la maglia della Roma il 29 marzo 1934 in Roma-Padova (2-0).
Ha giocato in massima serie anche con le maglie di Bari e Venezia.

## Palmarès

### Competizioni nazionali
- Serie C: 1

M.A.T.E.R.: 1941-1942